# Sogod
Sogod (Bayan ng Sogod) är en kommun i Filippinerna. Kommunen tillhör provinsen Cebu och ligger på ön med samma namn. Folkmängden uppgår till 27 432 invånare.

## Barangayer
Sogod är indelat i 18 barangayer.
| - Ampongol - Bagakay - Bagatayam - Bawo - Cabalawan - Cabangahan - Calumboyan - Dakit - Damolog | - Ibabao - - Liki - Lubo - Mohon - Nahus-an - Poblacion - - Tabunok - Takay - - Pansoy |